# 奧特加諾德脂鯉
奧特加諾德脂鯉，為輻鰭魚綱脂鯉目脂鯉亞目脂鯉科的其中一個種，分布於南美洲Caquetá河流域，體長可達4.5公分，棲息在底中層水域，生活習性不明。